# Бавра (Армения)
Бавра́ (арм. Բավրա) — село в Армении, Ашоцком районе Ширакской области. С октября 2016 года входит в состав общины Ашоцк .

## География
Бавра находится в 2 км от Грузии и в 30 км от Турции.
Расстояние до крупных городов
| Город  | Расстояние (км) |
| ------ | --------------- |
| Гюмри  | 50              |
| Ереван | 175             |

## Экономика
Население занимается скотоводством и земледелием. Около села присутствует пограничный пост.

## Демография
| Год  | Население |
| ---- | --------- |
| 2001 | 538       |
| 2008 | 554       |
| 2009 | 538       |